# Gudum Kloster

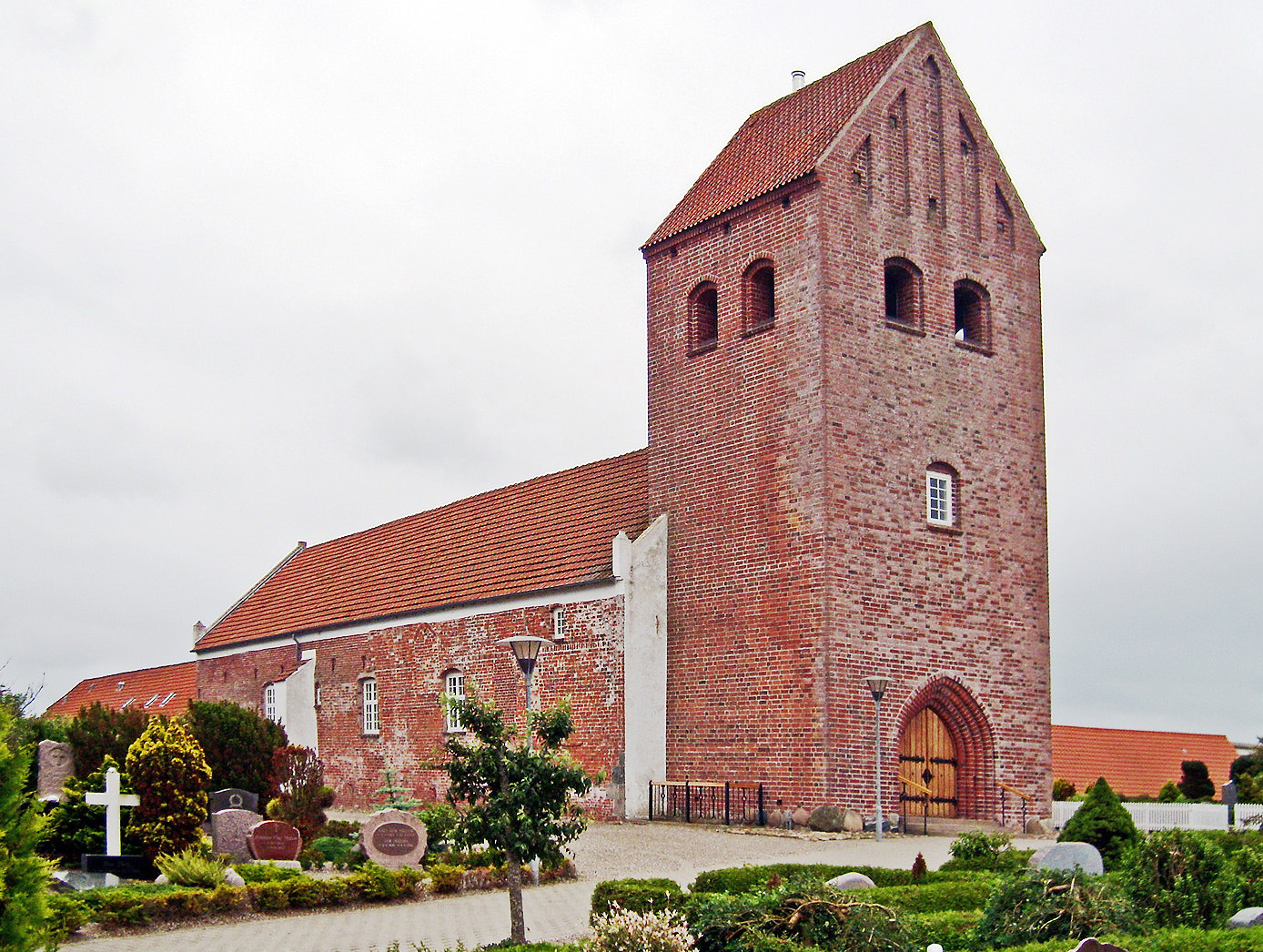
Gudums klosterkyrka. Tornet har tillkommit efter klostrets nedläggning efter reformationen.

Gudum Kloster var ett nunnekloster av benediktinorden i Gudums socken, omkring 1 mil sydöst om Lemvig på Jylland.
Gudum Kloster är ett av de äldsta i Danmark. Det omtalas första gången 1268 men är säkerligen äldre. Vid reformationen övergick det i kronans ägo, men ännu 1573 bodde nunnor kvar där.
Namnet Gudum betyder Guds hem och härleds från Vikingatiden (800–1050 efter Kristus), då byn var tingsställe.
Den nuvarande kyrkan byggdes 1350 i gotisk stil, efter det att den gamla klosterkyrkan och flera andra byggnader hade förstörts i stormfloden "Capella". Nunnorna fick i uppdrag av biskopen Hartwig Juel i Ribe att återuppbygga församlingskyrkan och att bygga ett kloster med namnet St. Thomas Vigilie, vilket invigdes 1492. 